# Црна јова
Црна јова (лат. Alnus glutinosa) је врста листопадног дрвећа из фамилије бреза (Betulaceae). Црна јова насељава већи део Европе, југозападну Азију и северни део Африке. Расте на влажним стаништима, најчешће чинећи рипаријски појас око текућих вода или градећи мочваре. Симбиотски однос корена са бактеријом Frankia alni омогућава јој раст на земљишту лошег квалитета. 

## Галерија
- заједница црне јове уз Бресничку реку
- мочвара са црном јовом
- нодуле азотофиксатора Frankia alni на корену црне јове